# Mattoni NBL 2005/2006
Národní basketbalová liga 2005/2006 byla nejvyšší mužskou ligovou basketbalovou soutěží v České republice v ročníku 2005/2006. Od ročníku ligy 1998/1999 byla nazvána jménem generálního partnera – Mattoni Národní basketbalová liga (ve zkratce Mattoni NBL).
Konečné pořadí ligy:
1. ČEZ Basketball Nymburk (mistr České republiky 2005/2006) – 2. Mlékárna Kunín – 3. BK Prostějov – 4. BK Děčín – 5. A PLUS ŽS Brno BC – 
6. BK Synthesia Pardubice – 7. BK SČP Ústí nad Labem – 8. BC Sparta Praha – 9. USK Praha – 10. BK NH Ostrava – 11. Handicap Brno – 12. 	BK Sadská

## Systém soutěže
V první části soutěže (září – prosinec 2005) všech 12 družstev dvoukolově každý s každým (zápasy doma – venku) odehrálo 22 zápasů.
Ve druhé části soutěže (leden – březen 2006) se započítáním výsledků 1. části byla družstva rozdělena do skupiny A1 (o 1. až 6. místo) a do skupiny A2 (o 7. až 12. místo), družstva hrála ve skupině dvoukolově každý s každým (každé družstvo 10 utkání).
V Play-off hrálo 6 týmů ze skupiny A1 a dva nejlepší ze skupiny A2. Hrálo se na 3 vítězné zápasy.
Play-out (zápasy o 9.-12. místo) se hrálo naposledy v sezóně 2000/2001. Od sezóny 2001/2002 družstva na 9. až 12. místě po skončení skupiny A2 dále nehrála, jejich pořadí bylo určeno pořadím ve skupině A2. Poslední 12. družstvo z NBL sestoupilo do II. ligy.

## Výsledky

### Tabulka po první části soutěže
| Poř. | Tým                    | Z  | V  | P  | Skóre     | Body |
| ---- | ---------------------- | -- | -- | -- | --------- | ---- |
| 1.   | ČEZ Basketball Nymburk | 22 | 21 | 1  | 2143:1664 | 42   |
| 2.   | BK Prostějov           | 22 | 17 | 5  | 2044:1803 | 39   |
| 3.   | Mlékárna Kunín         | 22 | 15 | 7  | 2033:1817 | 37   |
| 4.   | BK SČE Děčín           | 22 | 15 | 7  | 1868:1776 | 37   |
| 5.   | A Plus ŽS Brno BC      | 22 | 13 | 9  | 1789:1650 | 35   |
| 6.   | BK Synthesia Pardubice | 22 | 10 | 12 | 1880:2047 | 32   |
| 7.   | BC Sparta Praha        | 22 | 9  | 13 | 1833:1947 | 31   |
| 8.   | USK Praha              | 22 | 9  | 13 | 1776:1860 | 31   |
| 9.   | BK SČP Ústí nad Labem  | 22 | 8  | 14 | 1663:1779 | 30   |
| 10.  | BK NH Ostrava          | 22 | 8  | 14 | 1778:1924 | 30   |
| 11.  | Handicap Brno          | 22 | 4  | 18 | 1741:1967 | 26   |
| 12.  | BK Sadská              | 22 | 3  | 19 | 1772:2086 | 25   |

### Tabulka druhé části soutěže, skupina A1
| Poř. | Tým                    | Z  | V  | P  | Skóre     | Body |
| ---- | ---------------------- | -- | -- | -- | --------- | ---- |
| 1.   | ČEZ Basketball Nymburk | 32 | 29 | 3  | 3075:2464 | 61   |
| 2.   | BK Prostějov           | 32 | 24 | 8  | 2933:2665 | 56   |
| 3.   | Mlékárna Kunín         | 32 | 20 | 12 | 2948:2693 | 52   |
| 4.   | A Plus ŽS Brno BC      | 32 | 19 | 13 | 2614:2443 | 51   |
| 5.   | BK SČE Děčín           | 32 | 17 | 15 | 2659:2662 | 49   |
| 6.   | BK Synthesia Pardubice | 32 | 12 | 20 | 2701:3003 | 44   |

### Tabulka druhé části soutěže, skupina A2
| Poř. | Tým                   | Z  | V  | P  | Skóre     | Body |
| ---- | --------------------- | -- | -- | -- | --------- | ---- |
| 7.   | BK SČP Ústí nad Labem | 32 | 15 | 7  | 2413:2540 | 47   |
| 8.   | BC Sparta Praha       | 32 | 15 | 17 | 2698:2734 | 47   |
| 9.   | USK Praha             | 32 | 15 | 17 | 2587:2610 | 47   |
| 10.  | BK NH Ostrava         | 32 | 13 | 19 | 2593:2733 | 45   |
| 11.  | Handicap Brno         | 32 | 9  | 23 | 2528:2765 | 41   |
| 12.  | BK Sadská             | 32 | 4  | 28 | 2522:2959 | 36   |

## Play-off
Hrálo se vyřazovacím způsobem, čtvrtfinále a semifinále na tři vítězné zápasy, zápas o 3. místo na dva a finále na čtyři vítězné zápasy. 

### Čtvrtfinále
- (1.) ČEZ Basketball Nymburk – (8.) BC Sparta Praha 3:0 (106:67 100:76 123:70)
- (2.) BK Prostějov – (7.) BK SČP Ústí nad Labem 3:0 (95:73 107:91 128:70)
- (3.) Mlékárna Kunín – (6.) BK Synthesia Pardubice 3:1 (91:84 66:86 92:83 95:83)
- (5.) A Plus ŽS Brno BC – (4.) BK Děčín 1:3 (68:70 64:77 89:61 76:102)

### Semifinále
- ČEZ Basketball Nymburk – BK Děčín 3:0 (86:60 90:83 92:61)
- BK Prostějov – Mlékárna Kunín 2:3 (97:79 80:87 94:67 91:99 76:77)

### Zápas o 3. místo
- BK Prostějov – BK Děčín –  1:1 (75:76 104:82)

### Finále
- ČEZ Basketball Nymburk – Mlékárna Kunín 4:1 (95:71 85:72 89:82 91:96 98:76)